# Репецький Василь Миколайович
Васи́ль Микола́йович Репе́цький (17 січня 1953, Львівська область) — український вчений-юрист, професор, завідувач кафедри міжнародного права Львівського національного університету імені Івана Франка. Заслужений професор Львівського університету (2014).

## Біографія
У 1979 р. закінчив юридичний факультет Львівського Національного університету ім. Івана Франка, спеціальність «Правознавство». У 1979—1981 рр. — асистент кафедри державного та адміністративного права юридичного факультету ЛНУ ім. І. Франка, протягом 1981—1984 рр. — навчання в аспірантурі Московського Державного університету ім. М. Ломоносова. У 1984 році захистив дисертацію на здобуття наукового ступеня кандидата юридичних наук у Львівському державному університеті ім. Івана Франка за темою: «Бюджетна дисципліна та її фінансово–правове забезпечення», спеціальність конституційне, адміністративне, фінансове право.
Науковий експерт Міністерства закордонних справ України.

Член Української та Російської Асоціації міжнародного права.

## Наукові праці
Автор понад 100 публікацій, головним чином з проблем міжнародного гуманітарного права, дипломатичного і консульського права.
За керівництвом проф. Репецького В. М. написано та захищено близько 15 дисертацій зі спеціальності 12.00.11 — «Міжнародне право»

## Підручники
1. Репецький В. М. Дипломатичне і консульське право. Підручник. — 2-ге вид., перероб. і доп. — К: Знання, 2006. — 372 с.
2. Репецький В., Лисик В. Міжнародне гуманітарне право. Підручник. — Київ, Знання, 2007. — 467 с.
3. Міжнародне публічне право. Підручник. за ред. Репецького В. М.— Київ, Знання, 2011. — 437 с.